# Tantilla nigriceps
Tantilla nigriceps (рівнинна чорноголова змія) — вид змій родини полозових (Colubridae). Мешкає в Сполучених Штатах Америки і Мексиці.

## Поширення і екологія
Рівнинні чорноголові змії поширені від південно-східного Вайомінга і південної Небраски на південь через схід Колорадо, Канзас, Оклахому, південно-східну Аризону, Нью-Мексико і Техас до північної Мексики (Чіуауа, Дуранго, Коауїла, Нуево-Леон і Тамауліпас). Вони живуть в преріях, пустизах, чагарникових заростях, на пасовищах, на піщаних пагорбах, в скелястих каньйонах та на берегах річок. Зустрічаються на висоті до 2130 м над рівнем моря. Відкладають яйця.